# جیم هیمس
جیم هیمس (به انگلیسی: Jim Himes) نمایندهٔ حوزه انتخابیه چهارم کنتیکت از حزب دموکرات ایالات متحده آمریکا در مجلس نمایندگان ایالات متحده آمریکا است که برای نخستین‌بار در ۱۰ ژانویه ۲۰۰۹ میلادی به‌عضویت این مجلس درآمد.